# ناحیه لی، شهرستان آلگان، میشیگان
ناحیه لی (به انگلیسی: Lee Township) یک منطقهٔ مسکونی در ایالات متحده آمریکا است که در شهرستان آلگان، میشیگان واقع شده‌است.
 ناحیه لی ۹۳٫۵ کیلومتر مربع مساحت و ۴٬۰۱۵ نفر جمعیت دارد و ۲۰۱ متر بالاتر از سطح دریا واقع شده‌است.